# Fernando Solís Núñez
Fernando Esteban Solís Núñez (Peumo, 28 de junio de 1976) es un exfutbolista chileno que se desempeñaba como lateral derecho, o a veces como defensor central, Actualmente es Ayudante Técnico de Juan José Ribera en Audax Italiano, de la Primera División de Chile.  
Es el jugador con mayor cantidad de partidos disputados por el Club Universidad de Concepción, con un registro de 266 encuentros oficiales.  

## Selección nacional
Como selccionado nacional de Chile disputó partidos eliminatorios para el Mundial de Corea-Japón 2002, jugando 1 partido ante Bolivia, que terminó con un resultado de 2-2.

### Participaciones en Clasificatorias a Copas del Mundo
| Eliminatorias                    | Resultado | Posición | Partidos Jugados |
| -------------------------------- | --------- | -------- | ---------------- |
| Eliminatorias Corea y Japón 2002 | Eliminado | 10º      | 1                |

### Partidos internacionales
| 1     | 14 de agosto de 2001 | Estadio Nacional, Santiago, Chile | Chile      | 2-2 | Bolivia |   |  | Pedro García | Clasificatorias Corea-Japón 2002 |
| Total | Total                | Total                             | Presencias | 1   | Goles   | 0 |  |              |                                  |

| Selección chilena | Selección chilena | Selección chilena |
| Año               | Partidos          | Goles             |
| ----------------- | ----------------- | ----------------- |
| 2001              | 1                 | 0                 |
| Total             |                   | 0                 |

## Clubes
| Club                      | País  | Año       |
| ------------------------- | ----- | --------- |
| Deportes Melipilla        | Chile | 1995-1999 |
| Unión Española            | Chile | 2000-2001 |
| Universidad Católica      | Chile | 2002      |
| Universidad de Concepción | Chile | 2003-2010 |
| Santiago Morning          | Chile | 2011-2014 |

## Títulos

### Campeonatos nacionales
| Título           | Club                      | País  | Año           |
| ---------------- | ------------------------- | ----- | ------------- |
| Primera División | Universidad Católica      | Chile | Apertura 2002 |
| Copa Chile       | Universidad de Concepción | Chile | 2008-09       |

- Datos: Q5444931